# Gentiana spathulifolia
Gentiana spathulifolia är en gentianaväxtart som beskrevs av Kusnezow. Gentiana spathulifolia ingår i släktet gentianor, och familjen gentianaväxter. Utöver nominatformen finns också underarten G. s. ciliata.